# (6488) Drebach
(6488) Drebach es un asteroide perteneciente al cinturón de asteroides, región del sistema solar que se encuentra entre las órbitas de Marte y Júpiter, descubierto el 10 de abril de 1991 por Freimut Börngen desde el Observatorio Karl Schwarzschild, en Tautenburg, Alemania.

## Designación y nombre
Designado provisionalmente como 1991 GU9. Recibe su nombre de un pueblo alemán en los Montes Metálicos, a 20 km al sur de la ciudad sajona de Chemnitz. Es famoso por sus azafranes, que florecen en un área de siete hectáreas. El Volkssternwarte Drebach, establecido originalmente como observatorio escolar en 1969, es ampliamente conocido, especialmente después de la finalización de un planetario y, en 1986, de un nuevo edificio principal. Este planeta menor fue numerado como resultado de las observaciones realizadas en Drebach en abril-mayo de 1995.

## Características orbitales
Drebach está situado a una distancia media del Sol de 2,491 ua, pudiendo alejarse hasta 2,723 ua y acercarse hasta 2,258 ua. Su excentricidad es 0,093 y la inclinación orbital 11,830 grados. Emplea 1435,67 días en completar una órbita alrededor del Sol.

## Características físicas
La magnitud absoluta de Steiermark es 13,11. Tiene 9,131 km de diámetro y su albedo se estima en 0,092.